# Cupa Mondială de Rugby din 2023 Grupa D
Grupa D de la Cupa Mondială de Rugby din 2023 a fost o grupă preliminară din cadrul Cupei Mondiale de Rugby din 2023 ale cărei meciuri au început pe 9 septembrie 2023. Din cadrul grupei au făcut parte echipele naționale din Anglia, Argentina, Chile, Japonia și Samoa.

## Clasament
Primele două clasate s-au calificat pentru sferturile de finală ale competiției și pentru Cupa Mondială de Rugby din 2027, iar echipa de pe locul al treilea s-a calificat pentru Cupa Mondială de Rugby din 2027.
| Loc | Echipa    | J | C | E | Î | EM | PP  | PÎ  | +/−  | PB | Pt |
| --- | --------- | - | - | - | - | -- | --- | --- | ---- | -- | -- |
| 1   | Anglia    | 4 | 4 | 0 | 0 | 17 | 150 | 39  | +111 | 2  | 18 |
| 2   | Argentina | 4 | 3 | 0 | 1 | 15 | 127 | 69  | +58  | 2  | 14 |
| 3   | Japonia   | 4 | 2 | 0 | 2 | 12 | 109 | 107 | +2   | 1  | 9  |
| 4   | Samoa     | 4 | 1 | 0 | 3 | 11 | 92  | 75  | +17  | 3  | 7  |
| 5   | Chile     | 4 | 0 | 0 | 4 | 4  | 27  | 215 | -188 | 0  | 0  |

## Meciuri

### Anglia vs Australia
| 9 septembrie 2023 |

| Anglia                                                                      | 27–10  | Argentina                                                       |
| --------------------------------------------------------------------------- | ------ | --------------------------------------------------------------- |
| Pen: Ford (6/6) 10', 46', 54', 59', 66', 75' Drop: Ford (3/3) 27', 31', 37' | Raport | Eseu: Bruni 79' c Tr: Boffelli (1/1) 80' Pen: Boffelli (1/2) 5' |

| Stade Vélodrome, Marseille Spectatori: 63.118 Arbitru: Mathieu Raynal (Franța) |

### Japonia vs Chile
| 10 septembrie 2023 |

| Japonia | 42–12  | Chile                                                     |
| --- | ------ | --------------------------------------------------------- |
| Eseu: Fakatava (2) 8' c, 40+1' c Naikabula 30' c Leitch 53' c Nakamura 71' c Dearns 79' c Tr: Matsuda (6/6) 10', 31', 40+2', 54', 73', 80+1' | Raport | Eseu: Fernández 6' c A. Escobar 48' m Tr: Videla (1/2) 7' |

| Stadium de Toulouse, Toulouse Spectatori: 30.187 Arbitru: Nic Berry (Australia) |

### Samoa vs Chile
| 16 septembrie 2023 |

| Samoa | 43–10  | Chile                                                          |
| --- | ------ | -------------------------------------------------------------- |
| Eseu: Paia'aua 40+1' c Taumateine 42' m Lee 47' m Malolo (2) 52' c, 80+1' c Tr: Leali'ifano (2/4) 40+2', 53' Sopoaga (1/1) 80+2' Pen: Leali'ifano (4/4) 4', 10', 14', 36' | Raport | Eseu: Dittus 6' c Tr: Videla (1/1) 7' Pen: Garafulic (1/1) 30' |

| Stade de Bordeaux, Bordeaux Spectatori: 39.291 Arbitru: Paul Williams (Noua Zeelandă) |

### Anglia vs Japonia
| 17 septembrie 2023 |

| Anglia | 34–12  | Japonia                               |
| --- | ------ | ------------------------------------- |
| Eseu: Ludlam 24' c Lawes 56' c Steward 66' c Marchant 80+1' c Tr: Ford (4/4) 26', 56', 67', 80+1' Pen: Ford (2/3) 4', 42' | Report | Pen: Matsuda (4/4) 15', 23', 32', 54' |

| Stade de Nice, Nice Spectatori: 30.500 Arbitru: Nika Amashukeli (Georgia) |

### Argentina vs Samoa
| 22 septembrie 2023 |

| Argentina                                                                                      | 19–10  | Samoa                                                              |
| ---------------------------------------------------------------------------------------------- | ------ | ------------------------------------------------------------------ |
| Eseu: Boffelli 9' c Tr: Boffelli (1/1) 10' Pen: Boffelli (3/4) 25', 34', 54' Sánchez (1/1) 80' | Report | Eseu: Malolo 75' c Tr: Leuila (1/1) 75' Pen: Leali'ifano (1/3) 28' |

| Stade Geoffroy-Guichard, Saint-Étienne Spectatori: 38.358 Arbitru: Nic Berry (Australia) |

### Anglia vs Chile
| 23 septembrie 2023 |

| Anglia | 71–0   | Chile |
| --- | ------ | ----- |
| Eseu: Arundell (5) 20' m, 30' m, 48' c, 60' c, 69' m Dan (2) 24' c, 45' c Rodd 35' c Smith (2) 40' c, 77' c Willis 80' c Tr: Farrell (8/11) 25', 36', 40+2', 46', 49', 62', 78', 80+1' | Report |       |

| Stade Pierre-Mauroy, Lille Spectatori: 44.315 Arbitru: Jaco Peyper (Africa de Sud) |

### Japonia vs Samoa
| 28 septembrie 2023 |

| Japonia | 28–22  | Samoa |
| --- | ------ | --- |
| Eseu: Labuschagné 13' c Leitch 32' c Himeno 48' m Tr: Matsuda (2/3) 15', 33' Pen: Matsuda (3/3) 28', 56', 75' | Raport | Eseu: S. Lam 38' m Paia'aua 65' c Leali'ifano 78' c Tr: Leali'ifano (2/3) 66', 79' Pen: Leuila (1/2) 25' |

| Stadium de Toulouse, Toulouse Spectatori: 31.794 Arbitru: Jaco Peyper (South Africa) |

### Argentina vs Chile
| 30 septembrie 2023 |

| Argentina | 59–5   | Chile                   |
| --- | ------ | ----------------------- |
| Eseu: Sánchez 9' c González (2) 16' c, 68' c Creevy 23' c Bogado 46' c Isgro 64' c Ruiz 77' c S. Carreras 79' c Tr: Sánchez (6/6) 10', 17', 24', 47', 65', 69' S. Carreras (2/2) 78', 80+1' Pen: Sánchez (1/1) 13' | Raport | Eseu: Dussaillant 73' m |

| Stade de la Beaujoire, Nantes Spectatori: 37.000 Arbitru: Paul Williams (Noua Zeelandă) |

### Anglia vs Samoa
| 7 octombrie 2023 |

| Anglia                                                                          | 18–17 | Samoa                                                                            |
| ------------------------------------------------------------------------------- | ----- | -------------------------------------------------------------------------------- |
| Eseu: Chessum 9' m Care 73' c Tr: Farrell (1/2) 74' Pen: Farrell (2/3) 18', 58' |       | Eseu: Ah Wong (2) 22' c, 29' c Tr: Sopoaga (2/2) 24', 30' Pen: Sopoaga (1/2) 48' |

| Stade Pierre-Mauroy, Lille Arbitru: Andrew Brace (Irlanda) |

### Japonia vs Argentina
| 8 octombrie 2023 |

| Japonia | 27–39  | Argentina |
| --- | ------ | --- |
| Eseu: Fakatava 16' c Saitō 38' c Naikabula 65' c Tr: Matsuda (3/3) 17', 39', 67' Pen: Matsuda (1/1) 52' Drop: Lemeki (1/1) 56' | Raport | Eseu: Chocobares 2' c M. Carreras (3) 28' m, 46' c, 68' c Boffelli 58' c Tr: Boffelli (3/4) 2', 47', 60' Sánchez (1/1) 70' Pen: Boffelli (1/2) 35' Sánchez (1/1) 75' |

| Stadium de Toulouse, Toulouse Spectatori: 33.624 Arbitru: Paul Williams (Noua Zeelandă) |